# Dangerous and Moving
| Đánh giá chuyên môn | Đánh giá chuyên môn |
| Điểm trung bình     | Điểm trung bình     |
| Nguồn               | Đánh giá            |
| ------------------- | ------------------- |
| Metacritic          | 53/100              |
| Nguồn đánh giá      |                     |
| Nguồn               | Đánh giá            |
| AllMusic            | [ 4 ]               |
| BBC                 | (Tích cực)          |
| The Guardian        | [ 6 ]               |
| PopMatters          | [ 7 ]               |
| Rolling Stone       | [ 8 ]               |
| SputnikMusic        | [ 9 ]               |
| Stylus Magazine     | B+                  |

Dangerous and Moving là album thứ hai của nhóm nhạc t.A.T.u.. Album đã được ra ngày 5 tháng 10 năm 2006 ở Nhật Bản, ngày 10 tháng 10 năm 2006 ở Anh, ngày 11 tháng 10 năm 2006 ở Mỹ và vào ngày 14 tháng 10 năm 2006 ở châu Âu và Nam Mỹ. Album đã được ra mắt sau gần một năm vắng mặt tại thị trường âm nhạc của t.A.T.u.

### Đĩa đơn
Những đĩa đơn từ album này là
- "All About Us"

## Danh sách bài hát
- "Dangerous and Moving" (Intro)
- "All About Us"
- "Cosmos"
- "Loves Me Not"
- "Friend or Foe"
- "Gomenasai"
- "Craving (I Only Want What I Can't Have)"
- "Sacrifice"
- "We Shout"
- "Perfect Enemy"
- "Obez'yanka Nol'"
- "Dangerous and Moving"
- "Vsya Moya Lyubov'"
- "Lyudi Invalidy"
- "Divine"

Đi kèm với album là đĩa The Making of All About Us. Đĩa chiếu lại lúc mà t.A.T.u. quay video cho bài hát "All About Us".

## Những người nổi tiếng đã giúp t.A.T.u. trongDangerous and Moving
- Sting: chơi phần bass cho t.A.T.u. trong "Friend or Foe".
- Richard Carpenter: đã chơi trong "Gomenasai".
- Dave Steward: Viết một phần của bài "Friend or Foe".
- Billy Steinberg: Viết một phần của bài "All About Us".
- The Veronicas: Viết một phần của bài "All About Us".

Mặc dù Sting, Dave Steward, và Richard Carpenter đã góp phần vào việc thực hiện album nhưng họ chưa bao giờ gặp t.A.T.u.

## Xếp hạng
| Bảng xếp hạng              | Vị trí cao nhất |
| -------------------------- | --------------- |
| Áo                         | 13              |
| Bỉ (Flanders)              | 84              |
| Bỉ (Wallonia)              | 85              |
| Phần Lan                   | 20              |
| Pháp                       | 23              |
| Đức                        | 12              |
| Ý                          | 15              |
| Nhật Bản                   | 10              |
| México                     | 1               |
| Ba Lan                     | 25              |
| Scotland                   | 85              |
| Tây Ban Nha                | 55              |
| Thụy Điển                  | 37              |
| Thụy Sĩ                    | 26              |
| Đài Loan Top 20 Weekly     | 1               |
| Album Anh Quốc (OCC)       | 78              |
| Album Hoa Kỳ Billboard 200 | 131             |

## Chứng nhận và doanh số
| Quốc gia                                  | Chứng nhận | Số đơn vị/doanh số chứng nhận |
| ----------------------------------------- | ---------- | ----------------------------- |
| Nhật Bản                                  | —          | 38.057                        |
| México (AMPROFON)                         | Vàng       | 50.000^                       |
| Hoa Kỳ                                    | —          | 93.000                        |
| ^ Chứng nhận dựa theo doanh số nhập hàng. |            |                               |